# 上海机器工会
上海机器工会是中華民國大陸時期上海的一個工會，也是中国共产党的前身上海共產主義小組組建的第一个工会，临时会所位於泰康里41号（今自忠路顺昌路西南），於1920年開始筹备，同年10月3日在霞飞路渔阳里6号召开发起会，同年11月21日在白克路207号（今凤阳路186号）召开成立大会。會員主要是來自各大工廠的工人。上海机器工会出版刊物《機器工人》。1925年5月，上海机器工会成為上海總工會成員。2021年6月21日，上海机器工会纪念雕塑落戶於太平桥公园南侧的上海机器工会纪念雕塑广场。